# Ascot-Pullin Motorcycles
Ascot-Pullin Motos est un fabricant de motos Britannique fondé par Cyril Pullin en tant que Ascot Motor and Manufacture Co Ltd à Letchworth Garden City, Hertfordshire en 1928. Inventeur et vainqueur du Tourist Trophy de l'Île de Man en 1914, Pullin développa de nombreuses idées pour la moto depuis 1920 avec Stanley Groom, et breveta une moto à moteur deux temps avec un cadre et des fourches en métal embouti. Après avoir mis au point un prototype de voiture automobile, Pullin travailla à nouveau avec Groom pour affiner ses idées et développer et breveter la moto Ascot-Pullin. Moins de 500 exemplaires furent construits et les ventes furent pauvres, résultant dans la liquidation de la société en 1930.

## Ascot-Pullin 500

Ascot Pullin 500 cm³ de 1928
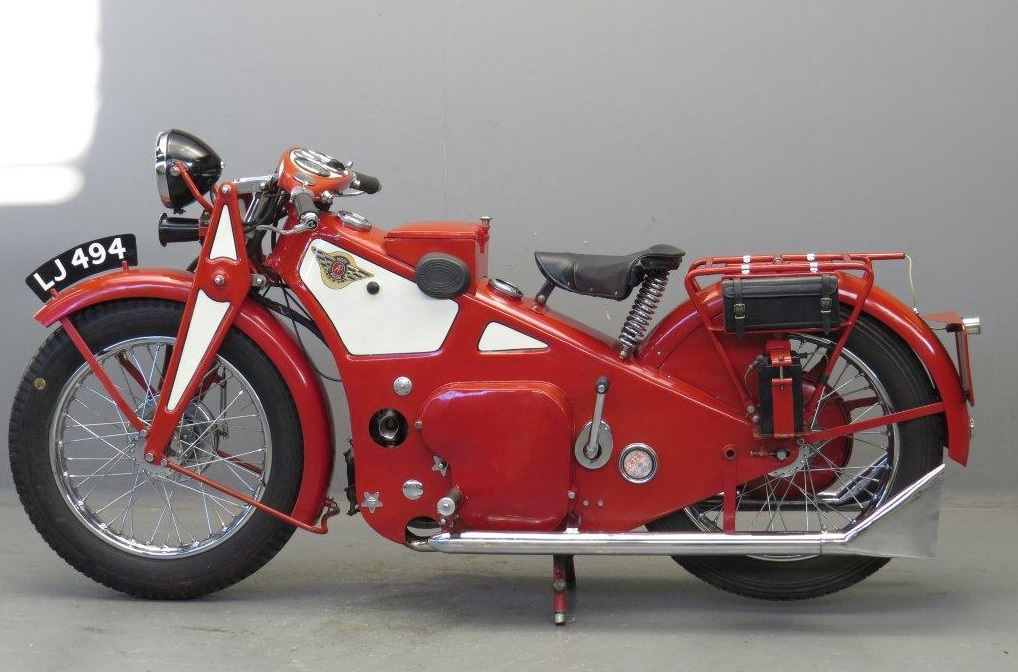
Vue gauche
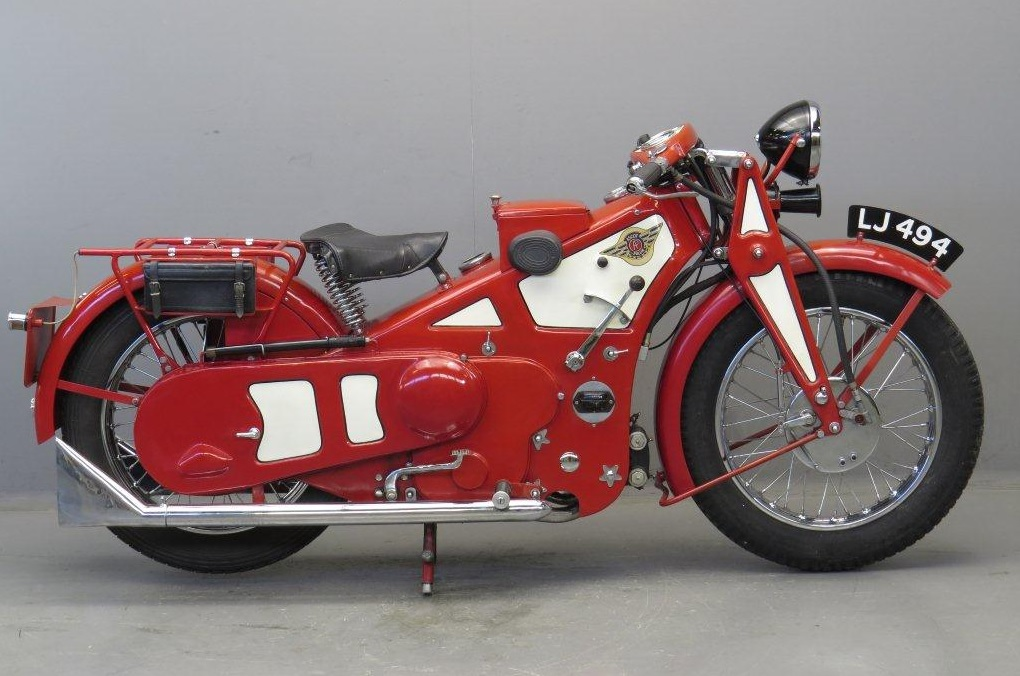
Vue du flanc droit
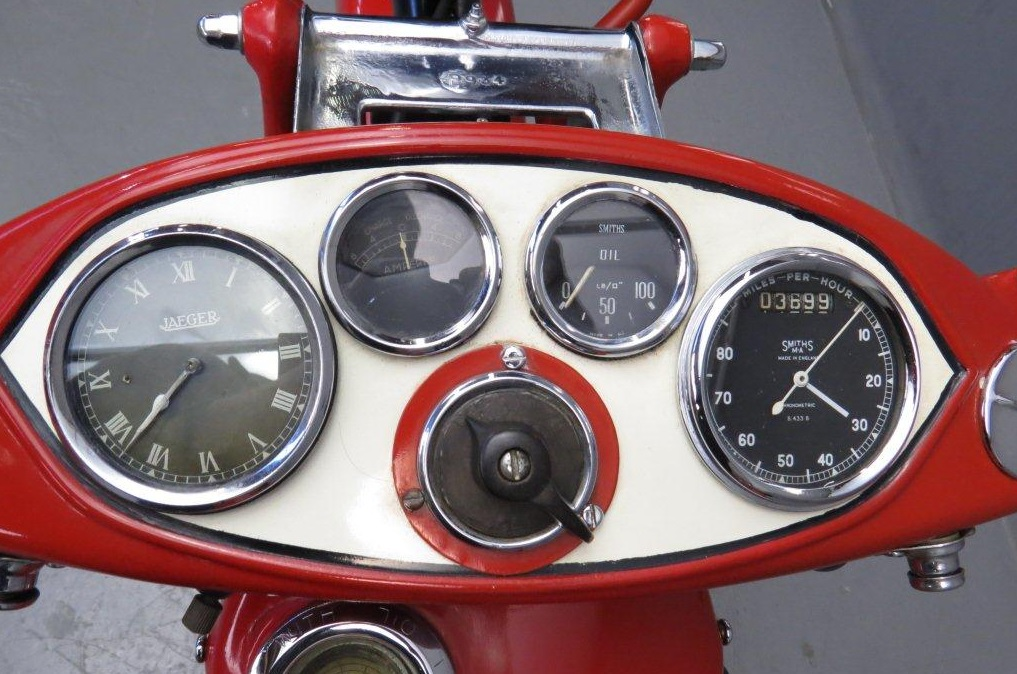
Tableau de bord

Pullin était un innovateur et l'Ascot-Pullin 500 monocylindre à soupapes en tête avait le moteur monté horizontalement et enfermé dans un cadre en acier embouti. C'était aussi la première utilisation de freins hydrauliques couplés sur une moto. Pullin avait également conçu une béquille télescopique et un pare-brise réglable avec essuie-glace et rétroviseur, ainsi qu'une chaîne entièrement clôturée et des roues interchangeables. Curieusement, il n'y a pas de suspension arrière. Le moteur entraînait une boite de vitesses à trois rapports. Le tableau de bord, très complet, avec un levier de réglage de l'avance à l'allumage et un levier de réglage d'enrichissement sur les côtés, était muni d'une montre Jæger « dix jours », d'un thermomètre d'huile, d'un ampèremètre et d'un tachymètre. Le réservoir portait une jauge en son sommet, mettant tous les contrôles à un coup d'œil. Le public motard, très conservateur, ne lui réserva pas un accueil enthousiaste. La moto était luxueuse, et la grande crise financière mondiale n'a pas aidé.

## Powerwheel
Le nom Ascot-Pullin fut relancé en 1951 par la Hercules Cycle and Motor Company, une division de Tube Investments, qui commanda la nouvelle invention de Pullin, le « Powerwheel », un moteur rotatif monocylindre de 40 cm3 développant 0,7 ch (0,52 kW). Les prototypes ont été mis au rebut quand la compagnie décida de ne pas produire, mais un exemplaire survécut avec la plupart des plans, et une version industrialisée fut développée pour le ministère de l'Approvisionnement.